# BSA B21
La BSA B21 était une moto britannique fabriquée par la Birmingham Small Arms Company (BSA) dans l'usine de Small Heath à Birmingham. Sa production débuta en 1937 pour se terminer en 1939 avec le déclenchement de la Seconde Guerre mondiale. 

## Conception et développement
Après la Première Guerre mondiale, BSA commença à concevoir de nouveaux modèles et à exporter ses motos vers les pays de l'Empire britannique. Au cours de la grande dépression des années 1930, la gamme BSA fut réduite et en 1937, Val Page conçut les modèles B21 de 250 cm3 et M23 Empire Star avec des moteurs 350 cm3 et 500 cm3. Lorsque la Seconde Guerre mondiale éclata, la BSA M20 militaire à moteur à soupapes latérales de 500 cm3 pris la place sur les lignes d'assemblage et la B21 fut abandonnée.